# Samsung Galaxy (gama)
Samsung Galaxy (estilizado como SΛMSUNG Galaxy desde 2015, anteriormente estilizado como Samsung GALAXY) es una serie de dispositivos móviles de gama baja, media y alta producida por Samsung Electronics desde junio de 2009 hasta la actualidad, los cuales utilizan (en su mayoría) el sistema operativo Android, junto con la capa de personalización TouchWiz/Samsung Experience/One UI de Samsung. Las series "Galaxy TabPro S" y "Galaxy Book" (tabletas) utilizan el sistema Windows 10, mientras que modelos anteriores de la serie Galaxy Watch (relojes inteligentes) utilizaban el sistema Tizen.
Samsung, con su serie 'Galaxy' (especialmente los smartphones), son los más populares del mundo, siendo Samsung la empresa fabricante #1 en telefonía celular, o inteligente como se lo conoce hoy día, récord que ostenta desde el año 2012, superando a Nokia, empresa que lideraba en la fabricación de celulares desde finales de la década de 1990 hasta principios de la década de 2010.

## Caracterización
Desde septiembre de 2013, todos los teléfonos inteligentes de la serie Galaxy se caracterizan de la siguiente manera:
| Serie | Significado | Traducción        | Clase                                 | Número de modelos                  | Periodo       |
| ----- | ----------- | ----------------- | ------------------------------------- | ---------------------------------- | ------------- |
| Note  | Note        | Nota              | Dispositivos de Gama Alta             | GT-N7nnn (Viejo), SM-Nnnnn (Nuevo) | 2011-2020     |
| S     | Supersmart  | Super Inteligente | Dispositivos de Gama Alta             | GT-I9nnn (Viejo), SM-G9nnn (Nuevo) | 2010-presente |
| Tab   | Tableta     | Tableta           | Dispositivos de Gama Media-Alta       | GT-Pnnn (Viejo), SM-Tnnn (Nuevo)   | 2010-presente |
| A     | Alpha       | Alfa              | Dispositivos de Gama Media-Alta       | SM-Annn                            | 2014-presente |
| J     | Joy         | Alegría           | Dispositivos de Gama Media-Baja       | SM-Jnnn                            | 2015-2020     |
| C     | China       | China             | Dispositivos de Gama Media            | SM-Cnnn                            | 2016-presente |
| Grand | Grand       | Grandioso         | Dispositivos de Gama Media-Baja       | GT-I9nnn (Viejo), SM-Gnnn (Nuevo)  | 2013-2014     |
| Core  | Core        | Núcleo            | Dispositivos de Gama Media-Baja       | GT-I8nnn (Viejo), SM-Gnnn (Nuevo)  | 2013-2014     |
| M     | Millennial  | Milenario         | Dispositivos de Gama Media/Media-Baja | SM-Mnnnn                           | 2019-presente |
| Z     | Zero        | Z                 | Dispositivos de Gama Alta             | SM-Znnnn                           | 2019-presente |
| Y     | Young       | Joven             | Dispositivos de Gama Baja             | GT-S5nnn                           | 2011-2014     |

|
Las letras nnn varían según el modelo del dispositivo. Versiones: FN (Europa), F (HK, India, Sur África, Tailandia), G (Malasia, Indonesia), Y (Nueva Zelanda), M (Latam).

## Dispositivos

### Teléfonos

#### Serie Samsung Galaxy S (Supersmart)
La serie Galaxy S es una línea de teléfonos inteligentes de gama alta. Los últimos modelos son el Galaxy S25, S25+ y S25 Ultra, lanzados en febrero de 2025.

#### Serie Samsung Galaxy Z (Zero)

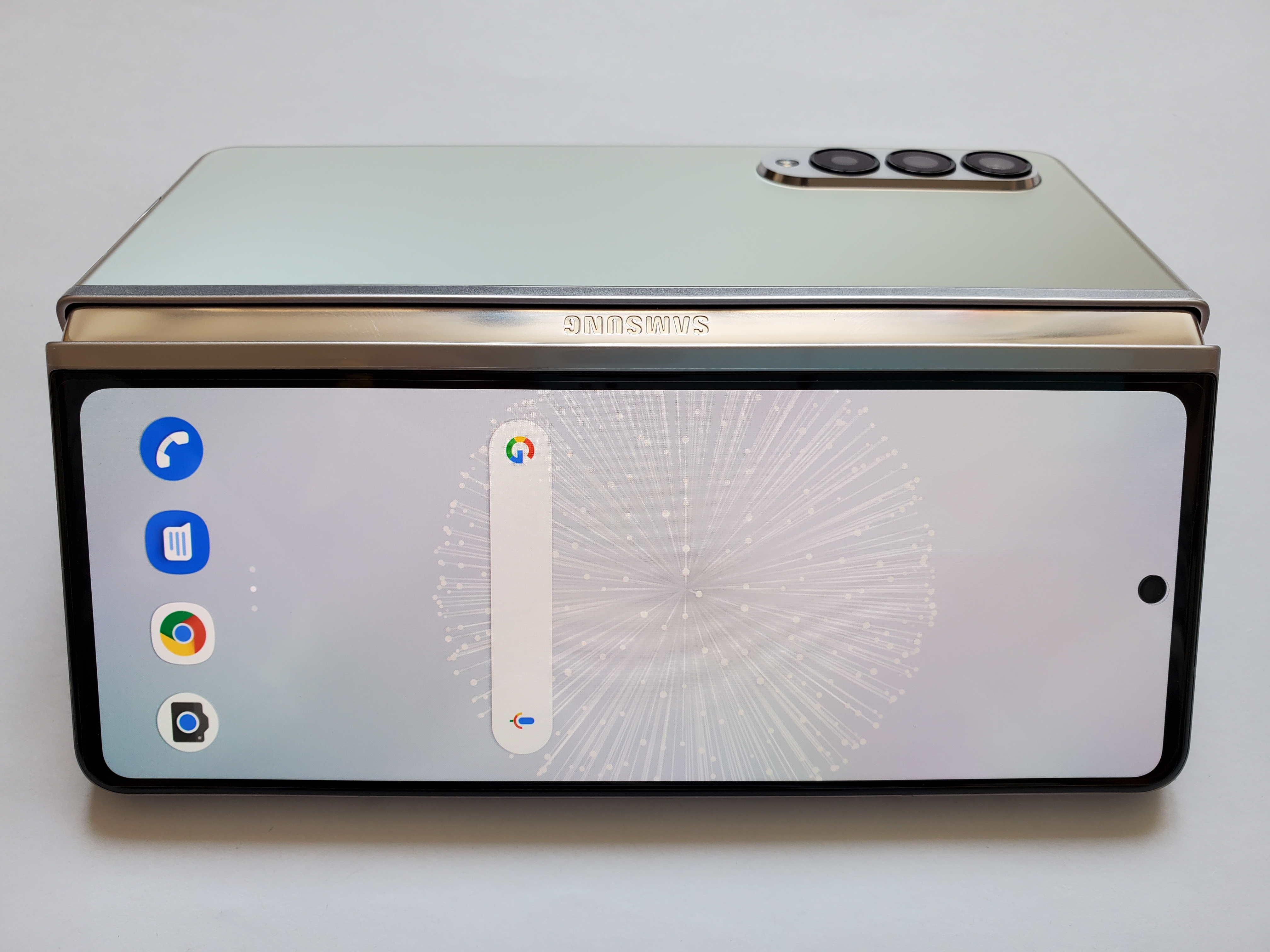
Galaxy Z Fold3 5G

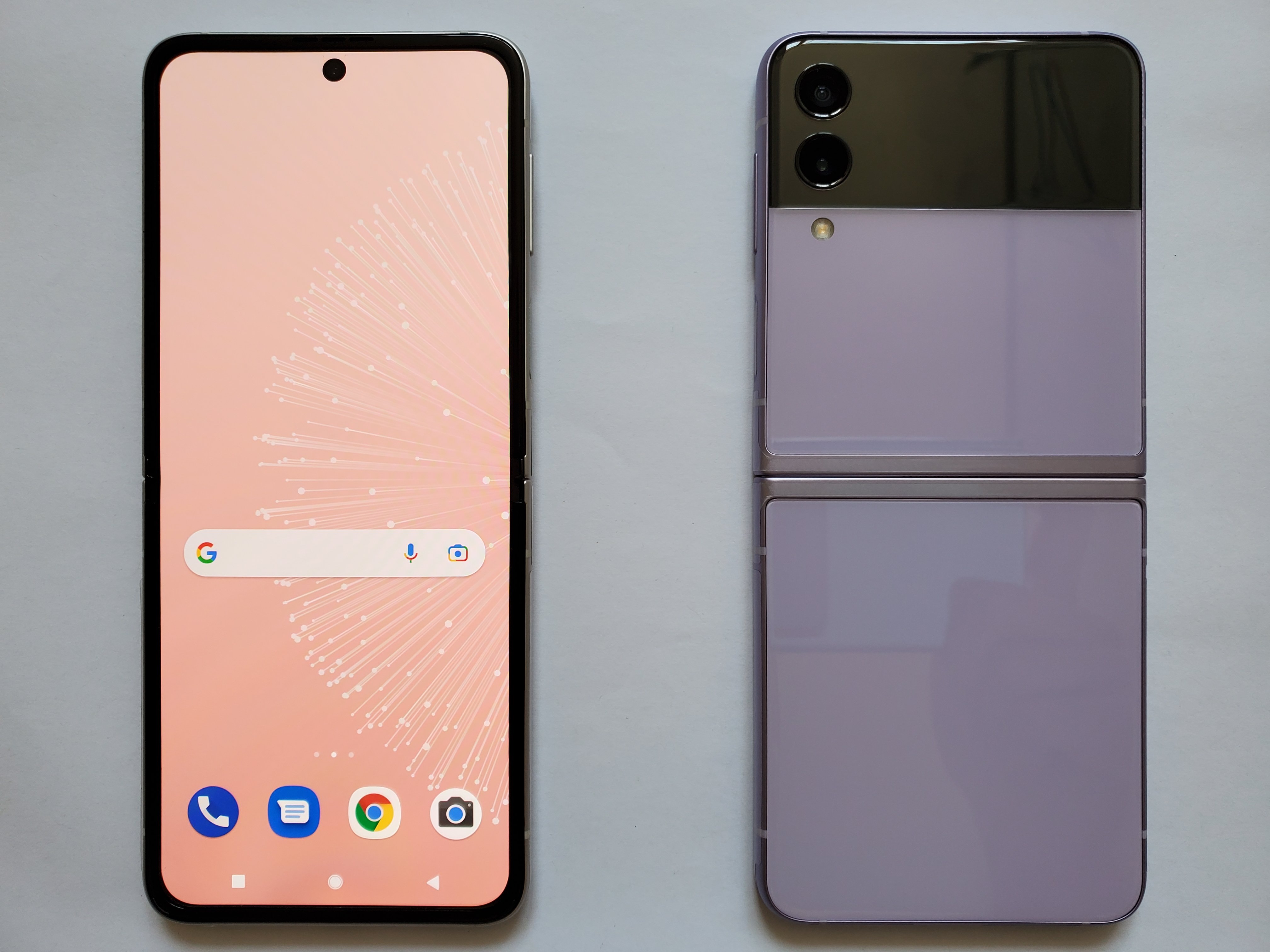
Galaxy Z Flip3 5G

La serie Galaxy Z es una línea de teléfonos inteligentes plegables de gama alta. La línea comenzó en 2019 con el Galaxy Fold. Los últimos teléfonos de esta serie son el Galaxy Z Flip6 y el Galaxy Z Fold6, ambos lanzados en el Unpack de julio de 2024.

#### Serie Samsung Galaxy A (Alfa)
La serie Galaxy A (que significa Alfa) es una línea de teléfonos inteligentes Android en su mayoría de gama media fabricados por Samsung Electronics. La serie Galaxy A es similar a la serie Galaxy S de gama alta, pero con especificaciones y características más bajas.

#### Serie Samsung Galaxy M (Millennial)
La serie Galaxy M es una línea de teléfonos de gama baja exclusivos para venta en línea; considerado como el sucesor de las series Galaxy J y Galaxy On.

#### Serie Galaxy F
La serie Galaxy F es una línea más nueva de teléfonos de gama media. Poseen características similares a las series A y M.

#### Serie Galaxy XCover
La serie Galaxy XCover es una línea de teléfonos "comerciales" resistentes.

#### Líneas descontinuadas
Samsung lanzó múltiples series de teléfonos inteligentes, a menudo superpuestos entre sí. La mayoría de estas series se abandonaron.
- La serie Galaxy Core/Grand es una línea de dispositivos de gama media lanzados entre 2013 y 2015. La línea fue reemplazada por la serie J.
- La serie Galaxy J (Joy o Junior) fue una línea de teléfonos de gama media baja se dejó de fabricar para dar paso por una renovada serie Galaxy A en 2019.[5][6][7]
- La serie Galaxy Mega se actualizó por última vez en 2014 con el Samsung Galaxy Mega 2. El sucesor de la línea es la serie Galaxy M.
- La serie Galaxy On es una línea de teléfonos exclusivos en línea. La serie fue reemplazada por la serie Galaxy M.[8]
- La serie Galaxy Mini se actualizó por última vez en 2012 con el Samsung Galaxy Mini 2.
- La serie Galaxy Trend se actualizó por última vez en 2013 con el Samsung Galaxy Trend Plus.
- La serie Galaxy Ace se actualizó por última vez en 2014 con el Samsung Galaxy Ace 4.
- La serie Galaxy R se actualizó por última vez en 2012 con el Samsung Galaxy R Style.
- La serie Galaxy Young es una línea de gama baja. Se actualizó por última vez en 2014 con el Samsung Galaxy Young 2.
- La serie Galaxy Pocket se actualizó por última vez en 2014 con el Samsung Galaxy Pocket 2.
- La serie Galaxy C era una línea de dispositivos de gama media alta para mercados específicos. El último dispositivo lanzado bajo esta línea es el Samsung Galaxy C8.
- La serie Galaxy Note era una línea de dispositivos de gama alta orientados principalmente a la computación con lápiz. La línea fue reemplazada por la serie Galaxy S Ultra.

#### Otros teléfonos
- Samsung Galaxy [2009]
- Samsung Galaxy Spica [2009]
- Samsung Galaxy U [2010]
- Samsung Galaxy Neo [2010]
- Samsung Galaxy Pro [2011]
- Samsung Galaxy Precedent [2011]
- Samsung Galaxy Z [2014]
- Samsung Galaxy Rush [2011]
- Samsung Galaxy 5 [2011]
- Samsung Galaxy W [2011]
- Samsung Galaxy Fit [2011]
- Samsung Galaxy Gio [2011]
- Samsung Galaxy Prevail [2011]
- Galaxy Nexus [2011]
- Samsung Galaxy Discover [2012]
- Samsung Galaxy Reverb [2012]
- Samsung Galaxy Stellar [2012]
- Samsung Galaxy Appeal [2012]
- Samsung Galaxy Express [2012]
- Samsung Galaxy Express 2 [2013]
- Samsung Galaxy Fame [2013]
- Samsung Galaxy Star [2013]
- Samsung Galaxy Win [2013]
- Samsung Galaxy Win Pro [2013]
- Samsung Galaxy Star Pro [2013]
- Samsung Galaxy Fame Lite [2013]
- Samsung Galaxy Round [2013]
- Samsung Galaxy Light [2013]
- Samsung Galaxy V [2014]
- Samsung Galaxy Avant [2014]
- Samsung Galaxy W [2014]
- Samsung Galaxy V Plus [2015]
- Samsung Galaxy V2 [2016]
- Samsung Galaxy K Zoom [2014]
- Samsung Galaxy Folder [2015]
- Samsung Galaxy Active Neo [2015]
- Samsung Galaxy Folder 2 [2017]
- Samsung Galaxy Feel [2017]
- Samsung Galaxy Feel2 [2019]
- Samsung Galaxy XCover Pro [2020]

### Tabletas

#### Serie Samsung Galaxy Tab
La serie Samsung Galaxy Tab es una línea de tabletas con Android. Hay dos subcategorías actualmente en esta serie:
- El Galaxy Tab S es una línea de tabletas de gama alta, con un enfoque en la productividad y la computación con lápiz. Los Samsung Galaxy Tab S8, S8+ y S8 Ultra son los últimos dispositivos, lanzados en febrero de 2022.
- El Galaxy Tab A es una línea de tabletas de gama media a gama media alta.

### Accesorios

#### Relojes inteligentes

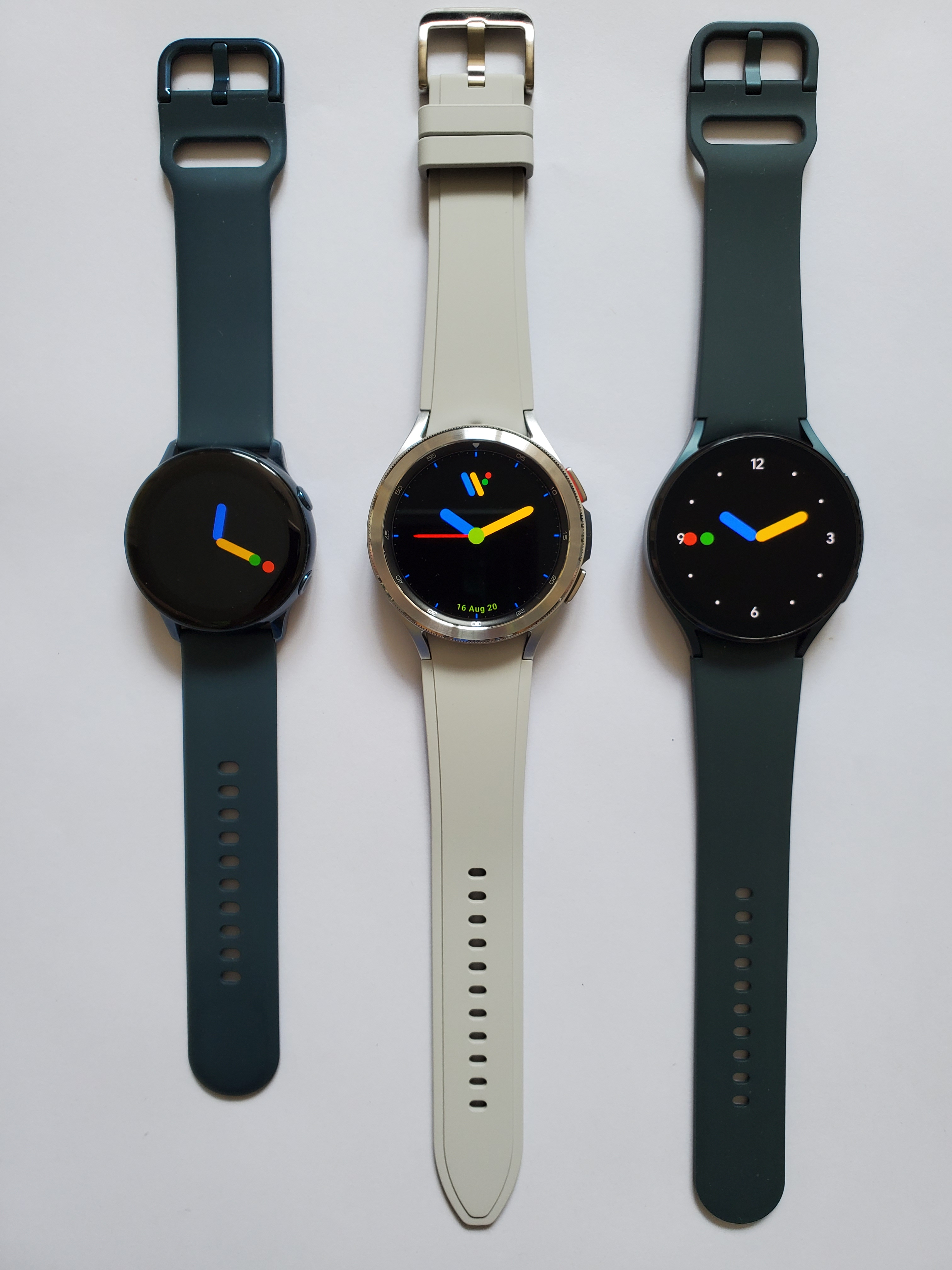
Samsung Galaxy Watch

Samsung anunció el Samsung Galaxy Gear, un reloj inteligente con Android 4.3, el 4 de septiembre de 2013. El Galaxy Gear fue el único reloj inteligente de Samsung que presentó la marca "Galaxy"; Los relojes inteligentes posteriores de Samsung usan la marca Samsung Gear. La serie Gear fue reemplazada más tarde por la serie Samsung Galaxy Watch.
En una actualización de software en mayo de 2014, Samsung reemplazó el sistema operativo del Galaxy Gear de Android a Tizen.[cita requerida] One UI de Samsung, que se ejecuta en dispositivos Samsung Galaxy más nuevos lanzados después de 2019, está disponible para Samsung Galaxy Watch desde el 20 de mayo de 2019.

#### Rastreadores de actividad
Samsung anunció el Samsung Galaxy Fit, un rastreador de actividad ubicado debajo de la línea Galaxy Watch. La primera iteración se lanzó en 2019. Samsung anunció más tarde el Galaxy Fit 2, que es una continuación de su primer rastreador de 2019.

#### Auriculares inalámbricos
Samsung anunció los Samsung Galaxy Buds el 20 de febrero de 2019. Los Galaxy Buds son el nuevo reemplazo del Samsung Gear IconX.
| Nombre                   | Fecha de lanzamiento | Colores                                          | Altavoces                             | Micrófonos                                                | Duración de la batería (con estuche) | Carga inalámbrica     |
| ------------------------ | -------------------- | ------------------------------------------------ | ------------------------------------- | --------------------------------------------------------- | ------------------------------------ | --------------------- |
| Samsung Galaxy Buds      | 8 de marzo de 2019   | Blanco, amarillo y negro                         | Dinámico de 1 vía                     | 1 exterior + 1 interior                                   | 6 horas (13 horas)                   | sí                    |
| Samsung Galaxy Buds+     | 8 de mayo de 2020    | Blanco, azul, rojo, azul oscuro, rosa y negro.   | Dinámico de 2 vías (woofer + tweeter) | 2 exteriores + 1 interior                                 | 11 h (22 h)                          | Sí - Certificación Qi |
| Samsung Galaxy Buds Live | 17 de agosto de 2020 | Mystic White, Mystic Bronze y Mystic black.      | 12 mm                                 | 2 exteriores, 1 interior y una unidad de captación de voz | 5,5-8 horas (hasta 28 horas)         | Sí - Certificación Qi |
| Samsung Galaxy Buds Pro  | 14 de enero de 2021  | Phantom Black, Phantom Silver, y Phantom Violet. | Tweeter de 2 vías de 11 mm y 6,5 mm   | 2 exteriores, 1 interior y una unidad de captación de voz | 5-8 horas (hasta 28h)                | Sí - Certificación Qi |

### Portátiles
En 2020, Samsung lanzó la computadora portátil Samsung Galaxy Chromebook 2 en 1 con Chrome OS. En 2021, se lanzó seguidamente el Samsung Galaxy Chromebook 2. Estas computadoras portátiles se basan en Chrome OS en lugar de Android.

### Otros

#### Reproductor multimedia
- Samsung Galaxy Player

#### Cámaras
- Samsung Galaxy Camera
- Samsung Galaxy Camera 2
- Samsung Galaxy NX

#### Proyectores
- Samsung Galaxy Beam i8520
- Samsung Galaxy Beam i8530

## Seguridad
Se descubrió que los teléfonos Samsung Galaxy eran afectados por un bug que resetea los teléfonos cuando se accede a un sitio web particular. Samsung, en respuesta a la demostración hecha durante la Conferencia de Seguridad en Argentina, dijo que la vulnerabilidad se había solucionado en el Samsung Galaxy S III, pero los usuarios de Samsung Galaxy S III debían todavía recibir la última actualización para solucionar esas vulnerabilidades.
El 15 de diciembre fue descubierto un gran agujero de seguridad, dando a cualquier aplicación un potencial acceso completo al sistema de Galaxy S II, S III y Note II, entre otros. Usando este exploit, una aplicación tiene acceso a la memoria del sistema, dándole acceso a cualquier dispositivo, y desde allí poder instalar explotes con privilegios de sistema.

## Confrontaciones

### Explosión de un Galaxy S3 en Suiza
El 12 de julio de 2013, en Suiza a una joven teniendo en su bolsillo un Samsung Galaxy S3, inexplicablemente explota dejándole quemaduras de tercer grado. La empresa surcoreana insistió en que la mayoría de las explosiones provocadas por teléfonos móviles son debidas al mal uso de la batería por parte del dueño del dispositivo.

### Galaxy Note 7: problemas técnicos y cese de producción
En septiembre de 2016, algunas unidades de los dispositivos Samsung Galaxy Note 7 comenzaron a sobrecalentarse y explotar causando incendios. Estos incidentes eran causados por problemas de la batería. Samsung llamó a reemplazar los equipos distribuidos hasta entonces por unos reparados y revisados por ello recomendó eso a todos los usuarios del dispositivo indicando que de lo contrario el usuario perdería la garantía y sería el responsable si hacía caso omiso. Sin embargo, en octubre de 2016, nuevos casos de incendios y explosiones se reportaron en diferentes partes del mundo ocasionados por los dispositivos aparentemente seguros y ya reemplazados. Las compañías de teléfonos móviles suspendieron la venta del Galaxy Note 7 hasta nuevo aviso, y además, el 11 de octubre de 2016, Samsung anunció oficialmente el cese permanente de la producción del Note 7.
En algunos países, los clientes fueron compensados con la obtención gratuita de un Galaxy S7 edge.
Los problemas causados por el dispositivo han hecho que Samsung pierda un 8% de sus acciones en Bolsa al día desde que anunció el fin de la producción del teléfono inteligente. El dispositivo aún no había sido lanzado en muchas partes del mundo.

## "Over the Horizon"
"Over the Horizon" es el sonido de marca registrada para los dispositivos de teléfonos inteligentes de Samsung, presentado por primera vez en 2011 en el Galaxy S II. Fue compuesta por Joong-sam Yun y aparece como música en la biblioteca de música de la mayoría de los teléfonos Samsung lanzados desde 2011. Antes de 2011, "Beyond Samsung" era la pista de música de marca registrada de Samsung, mientras que "Samsung Tune" se usaba como tono de llamada predeterminado. El sonido aparece como tono de llamada predeterminado, así como el sonido cuando el teléfono se enciende o se apaga (se usa un fragmento) y como un sonido de notificación. Si bien la composición básica de la melodía de seis notas no ha cambiado desde sus inicios, se han introducido varias versiones de diferentes géneros a medida que evolucionaba la línea de productos.
Si bien las dos primeras versiones se crearon internamente en Samsung, las versiones posteriores se subcontrataron a músicos externos. Estos incluyen arreglos sinfónicos de Jamie Christopherson en 2013 y 2015, un arreglo de jazz fusión de la banda sueca Dirty Loops en 2016, un crossover del ganador del Grammy Jacob Collier en 2017, un arreglo orquestal del compositor islandés Pétur Jónsson en 2018, un crossover clásico del compositor ganador del Premio de la Academia Steven Price en 2019 interpretado por la Orquesta Filarmónica de Londres, una versión inspirada en la naturaleza en 2020 y una composición para piano del pianista coreano Yiruma en 2021. El sonido ha sido versionado por varios artistas populares que han lanzado sus propios arreglos y remixes de la canción, como Quincy Jones, Icona Pop, Yiruma, Suga de BTS y varios artistas de K-Pop.
En el registro de la marca comercial de Samsung en EE. UU. para el sonido, se describe como "el sonido de una campana tocando una corchea con puntillo B4, una semicorchea B4, una semicorchea F#5, una semicorchea B5, una corchea A#5 y una media nota de F#5".[cita requerida]